# Звезда по имени Солнце (альбом)
«Звезда́ по и́мени Со́лнце» — седьмой студийный альбом советской рок-группы «Кино», вышедший 29 августа 1989 года. Последний прижизненный альбом Виктора Цоя.
Запись чернового варианта альбома происходила у Георгия Гурьянова, где располагалась домашняя студия группы. Запись делали на той же портастудии, на которой делали предыдущий альбом. Окончательный вариант музыканты решили записывать на профессиональной студии. Для этого директор группы Юрий Белишкин арендовал студию певца Валерия Леонтьева в Москве, где в декабре 1988 — январе 1989 года происходила запись окончательного варианта альбома.
Новый альбом появился в продаже летом 1989 года. Запись распространялась на компакт-кассетах, при этом музыканты не получали авторские отчисления от продаж. Первое официальное издание альбома появилось в 1993 году. Запись на грампластинках выпустила компания Moroz Records. Было сделано художественное оформление, основой для которого послужило изображение солнечного затмения. Звучание было сделано мягче и сглаженнее, чем у предыдущих альбомов «Кино». Альбом является концептуальным, тематически он значительно отличается — тексты песен повествуют о личной борьбе и переполнены размышлениями о смысле жизни и смерти.

## История альбома
В 1988 году Виктор Цой, сочинивший новые песни, решил записать новый альбом. Черновая версия «Звезды по имени Солнце», так же как и «Группы крови», была записана в феврале—мае 1988 года на портастудию «Yamaha МТ-44» в квартире Георгия Гурьянова. У коллектива появилась возможность поэкспериментировать со звуком. Они записали разные версии песен, сделали пробные сведения. Все варианты песен были записаны на собственной компакт-кассете у Гурьянова. Материал, который мог бы быть оригинальным сведением, был украден у него из кармана, однако его расстроило не то, что на ней была записана демо-версия альбома, а то, что там была его личная музыка.
Директор группы, Юрий Белишкин, через своих знакомых связался с директором Валерия Леонтьева, Николаем Карой, и тот пригласил Юрия посмотреть на работу студии. Белишкин положительно оценил качество аппаратуры и предложил Цою записать альбом у Валерия Леонтьева. Лидер группы «Кино» одобрил вариант, передав через Белишкина необходимую для оплаты номинальную сумму и подписав документы, необходимые для эксплуатации. 21 декабря 1988 года музыканты приехали в Москву. Коллектив устроился в гостинице «ВДНХ» и начал работу над новым альбомом, получившим рабочее название «Пачка сигарет». В это время студия была оборудована хорошо, но она была приспособлена для записи эстрадных песен, а не для рок-музыки, что поставило «Кино» в трудное положение. Через два дня они связались со звукорежиссёром Михаилом Кувшиновым и начали записывать альбом.

В один прекрасный момент ко мне пришёл директор Леонтьева и сказал: «Вот, Миша, надо поработать. Есть наши друзья — Виктор Цой и группа „Кино“». Не могу сказать, чтобы я был фанатом Цоя, но глубина его текстов меня поражала всегда, и поэтому с каким-то таким трепетом я приступил к этой работе. Не могу сказать, что сразу мы нашли какой-то контакт, потому что это была первая запись на профессиональной студии у группы «Кино», возникало много технологических проблем — они привыкли так, а на самом деле надо бы записать так… Но где-то дня через два-три мы очень притерлись и неожиданно для меня здорово подружились. То есть, мы сблизились очень сильно, и работа просто пошла. … Писали с утра до ночи, не замечали абсолютно, как время идёт. Усталости не было никакой, было просто интересно работать.
— Михаил Кувшинов
Отметив окончание работы над новым материалом, коллектив вернулся в Ленинград и договорился с администрацией студии о ещё одной записи после празднования Нового года. На общем совете «Кино» приняло решение не выпускать альбом сразу. Это было сделано для того, чтобы не снижать количество продаж «Группы крови». Альбом появился в продаже летом 1989 года, при этом группа пошла в обход фирмы «Мелодия». Они выпустили его на свои деньги, а тиражировали через кооператив «Гармония».

## Список композиций
Началом для нового альбома послужили песни Виктора Цоя, написанные в 1988 году. Во время разработки музыканты записали ещё несколько композиций, которые не включили в «Звезду по имени Солнце». Это были песни «Вопрос», которая впоследствии была издана в «Истории этого мира», вышедший в 2000 году, а позднее, в 2002 году, — в сборнике черновых вариантов песен «Последние записи», а также «Следи за собой», которая будет позже включена в посмертный студийный альбом «Кино». Последнюю песню музыканты планировали выпустить в качестве сингла.
Слова и музыка всех песен — Виктор Цой.
| №                   | Название                 | Длительность |
| ------------------- | ------------------------ | ------------ |
| 1.                  | «Песня без слов»         | 5:07         |
| 2.                  | «Звезда по имени Солнце» | 3:46         |
| 3.                  | «Невесёлая песня»        | 4:18         |
| 4.                  | «Сказка»                 | 6:00         |
| 5.                  | «Место для шага вперёд»  | 3:40         |
| 6.                  | «Пачка сигарет»          | 4:29         |
| 7.                  | «Стук»                   | 3:51         |
| 8.                  | «Печаль»                 | 5:33         |
| 9.                  | «Апрель»                 | 4:41         |
| Общая длительность: | Общая длительность:      | 41:24        |

| №                   | Название                 | Длительность |
| ------------------- | ------------------------ | ------------ |
| 1.                  | «Песня без слов»         | 5:11         |
| 2.                  | «Звезда по имени Солнце» | 3:50         |
| 3.                  | «Невесёлая песня»        | 4:22         |
| 4.                  | «Сказка»                 | 6:03         |
| 5.                  | «Место для шага вперёд»  | 3:45         |
| 6.                  | «Пачка сигарет»          | 4:32         |
| 7.                  | «Стук»                   | 3:54         |
| 8.                  | «Печаль»                 | 5:36         |
| 9.                  | «Апрель»                 | 4:40         |
| Общая длительность: | Общая длительность:      | 41:53        |

| №                   | Название                                        | Длительность |
| ------------------- | ----------------------------------------------- | ------------ |
| 1.                  | «Вопрос» (оригинальная версия)                  | 3:57         |
| 2.                  | «Место для шага вперёд» (альтернативная версия) | 3:49         |
| 3.                  | «Песня без слов»                                | 4:02         |
| 4.                  | «Звезда по имени Солнце»                        | 3:04         |
| 5.                  | «Невесёлая песня»                               | 4:32         |
| 6.                  | «Закрой за мной дверь, я ухожу»                 | 3:22         |
| 7.                  | «Последний герой»                               | 2:58         |
| 8.                  | «Пачка сигарет»                                 | 4:19         |
| 9.                  | «Мама, мы все тяжело больны»                    | 3:23         |
| 10.                 | «Бошетунмай»                                    | 4:01         |
| 11.                 | «Мы ждём перемен»                               | 5:21         |
| 12.                 | «Спокойная ночь»                                | 6:32         |
| 13.                 | «Стук»                                          | 3:35         |
| 14.                 | «Группа крови»                                  | 4:08         |
| Общая длительность: | Общая длительность:                             | 57:03        |

| №                   | Название                     | Длительность |
| ------------------- | ---------------------------- | ------------ |
| 1.                  | «Песня без слов»             | 3:44         |
| 2.                  | «Невесёлая песня»            | 5:44         |
| 3.                  | «Сказка»                     | 6:04         |
| 4.                  | «Место для шага вперёд»      | 4:16         |
| 5.                  | «Пачка сигарет»              | 4:23         |
| 6.                  | «Стук»                       | 4:37         |
| 7.                  | «Печаль»                     | 5:34         |
| 8.                  | «Вопрос»                     | 3:30         |
| 9.                  | «Песня без слов» (вариант 2) | 2:50         |
| Общая длительность: | Общая длительность:          | 40:42        |

## Особенности композиции песен
- «Песня без слов» — в качестве репрезентирующей лексемы здесь выступает глагол в 3-м лице «идёт». Противостояние героя всему миру подходит к своей кульминации. На этом этапе можно говорить о конечной стадии её формирования — как когнитивного, так и прагматического её аспектов. Герой готов к решающему столкновению[8] и ощущает свою силу, напряжение, существовавшее ранее, сглаживается. Теперь герой свободен от пространственно-временных ограничений, способен двигаться вперёд и, главное, одержать победу в своей войне[9].

- «Звезда по имени Солнце» — наметившаяся тенденция смерти получает в этой песне своё развитие. Смерть здесь представлена глаголом «упасть» («И способен дотянуться до звёзд, не считая, это это сон... // И упасть опалённым звездой по имени Солнце»). Речь идёт об обречённости героя, ведь всегда должен быть тот, кто пойдёт за звездой по пути, в конце концов ведущему к смерти[10]. Песня была написана и впервые исполнена в Алма-Ате в конце 1987 года во время съемок фильма «Игла», на гитаре режиссёра фильма Рашида Нугманова[11].
- «Сказка» — в этой песне получает развитие семантика незавершённости, оторванности. Герой воспринимает смерть как нечто метафизическое и неизбежное. Он принимает свою судьбу с горечью несмотря на то, что говорит о несправедливости смерти по отношению к нему. В этом приятии заключен глубокий трагизм судьбы героя[10].
- «Место для шага вперёд» — как и «Звезда по имени Солнце», эта песня была написана и впервые исполнена в Алма-Ате в конце 1987 года во время съёмок фильма «Игла» на гитаре режиссёра фильма Рашида Нугманова[12].

- «Пачка сигарет» — здесь через смерть раскрывается отношение поэта к творчеству[10]. Путь представляется иначе — с помощью лексемы «дорогам» («Я ходил по всем дорогам и туда, и сюда, // Обернулся и не смог разглядеть следы»). Пессимизм, растерянность, ощущение того, что назад пути нет, занимают мысли поэта. Пройдя длинный путь становления, герой оглядывается назад, но он не ищет обратной дороги, не стремится вернуться к прежнему восприятию действительности. Он прошёл много дорог, чтобы обрести свой путь. Глагол «ходил», означающий путь героя, стоит в прошедшем времени и это свидетельствует о том, что сейчас герой находится в статичном состоянии, позволяющем осмыслить или переосмыслить себя и весь пройденный путь[8].
- «Стук» — здесь путь приобретает дополнительную коннотацию. Движение героя никто не направляет; он самостоятельно принимает решение идти дальше по выбранному пути и дойти до конца. Более того, он осознаёт, что́ ждёт его в конце пути. «Обернусь на пороге» — не что иное, как прощание навсегда. Поэт выбирает именно железную дорогу. Синтаксический параллелизм, вновь используемый Цоем, утверждает мысль о том, что герой уже проходил этот путь. Он ощущает неизбежность близкого окончания своей жизненной дороги, неизбежность смерти[8].

- «Апрель» — этот мотив связан с темой расставания с привычным укладом жизни. Несмотря на некоторую катастрофичность таких перемен, песня исполнена надежды. Звезда, горящая в груди лирического героя — её символ и источник высшей гармонии, приходящей изнутри[13]. Звезда в поэтическом языке Виктора Цоя — самый высокий и чаще всего встречающийся из «небесных» образов[14]. Песня была записана Цоем без какой-либо помощи группы. Как сообщал ведущий программы «Летопись» на «Радио России», роль бэк-вокалиста играл Георгий Гурьянов. Она никогда не исполнялась на концертах группы[5].

## Обложка и название
Первоначально альбом планировали назвать «Пачка сигарет», но когда в последний день записи группа собралась в студии, Виктор Цой заявил, что «Альбом будет называться не „Пачка сигарет“, а „Звезда по имени Солнце“, потому что будет такая песня и её сейчас запишут».
Обложки у альбома не было; по всей стране в то время гуляли бобины и компакт-кассеты с напечатанной на машинке строчкой «КИНО — 1989» и иногда — с названием альбома. Чёрно-белый вариант с преломлённой звездой впервые появился в книге «Виктор Цой: Стихи, документы, воспоминания»; автором, вероятно, является оформитель книги. Лишь в 1993 году, когда фирма General Records выпустила альбом, было сделано художественное оформление. Автором обложки был Андрей Гусев. Основой для которого послужило схематическое изображение солнечного затмения.

## Отзывы и критика
| Оценки критиков | Оценки критиков |
| Источник        | Оценка          |
| --------------- | --------------- |
| Allmusic        | [ 16 ]          |

Релиз альбома вызвал волну успеха в 1989 году. В это время «Кино» с множеством концертов объехали всю страну. Больше всего концертов проходило на стадионах и во дворцах спорта. Куда бы коллектив группы ни приехал, везде их ждал приём по высшему классу. Александр Житинский во время слушания альбома в гостях у Константина Кинчева заявил Цою, что ему «не покатило», потому что больше всего нравилась «Группа крови», но впоследствии «расслушал» альбом.

## Издания
Запись распространялась на компакт-кассетах, при этом «Кино» не получала свои отчисления от продаж. Решение отложить выпуск нового альбома было объяснено желанием не снижать интерес людей к предыдущему альбому «Группа крови».
Первое официальное издание альбома появилось в 1993 году. Запись на виниловых пластинках выпустила компания Moroz Records. К этому релизу и было сделано художественное оформление, основой для которого послужило схематическое изображение солнечного затмения. Тогда же альбом вышел на компакт-дисках на лейбле General Records.
В 1994 году фирма Moroz Records выпустила альбом на компакт-кассетах. Спустя год, в 1995 году, альбом вышел на прилавки в Германии на лейбле Konzert Agentur Michael Friedmann. Новое российское издание появилось в 1996 году. Альбом выпустила фирма Moroz Records, сделав цифровой ремастеринг песен, но воздержалась от добавления бонус-треков.
В 2019 году фирма Maschina Records, в рамках серии «Кино. Каталог», выпустила альбом на виниле, компакт-кассетах, компакт дисках и бобинах. Так же, как и с «Группой крови», для релиза была использована оригинальная мастер-лента, которая до этого не применялась в предыдущих изданиях. Реставрацией занимался Максим Кондрашов при участии звукорежиссёра Игоря Тихомирова и консультантов Юрия Каспаряна и Александра Цоя. Во-первых, запись почищена от электрических щелчков и помех, так как, видимо, студия Валерия Леонтьева в районе станции метро «Преображенская площадь» была плохо защищена. Во-вторых, исправлена АЧХ альбома и выровнен баланс инструментов, который был смещён в область низких частот. Также в низких частотах была стерео-составляющая, что вызывало размытость в звучании. В-третьих, выровнены по качеству и громкости треки «Звезда по имени Солнце» и «Стук», благодаря чему альбом зазвучал как единое целое. Из-за использования Виктором Цоем бытового микрофона при записи вокала возникли фазовые искажения и резонансы, которые при реставрации были устранены. Как стало известно при реставрации, мастер-лента альбома представляет собой четыре несмонтированных рулона, которые, помимо финальных версий песен, содержат миксы с незначительными отличиями, а также песню «Вопрос» в оригинальном качестве, которая вошла в сингл с одноимённым названием. Вторым треком стала песня «Место для шага вперёд» с альтернативной партией ударных.
| Регион   | Дата          | Лейбл                             | Форматы     | Каталог                   |
| -------- | ------------- | --------------------------------- | ----------- | ------------------------- |
| СССР     | 1989          | Кино                              | Бобина      | KINO-ZS                   |
| Россия   | 1993          | General Records                   | CD          | GR-90-205                 |
| Россия   | 1993          | Moroz Records                     | CS LP       | MR 9335                   |
| Россия   | 1993          | S.B.A. Records Inc.               | CS LP       | нет                       |
| Россия   | 1994          | Moroz Records                     | CS          | MR 94062 MC               |
| Германия | 1995          | Konzert Agentur Michael Friedmann | CD          | Vol. 2                    |
| Литва    | 1995          | Moroz Records                     | CS          | MR 94062 MC               |
| Россия   | 1996          | Moroz Records                     | CD          | MR 96098 CD               |
| Литва    | 1996          | Moroz Records                     | CS          | MR 96062 MC dMR 02198 CD  |
| Россия   | 1998          | Moroz Records                     | CD          | MR 96062 MC dMR 02198 CD  |
| Россия   | 2008          | Moroz Records Only Music Ltd      | CD          | dMR 02198 CD OM 08301 dCD |
| Россия   | 2012          | Moroz Records Only Music Ltd      | CD          | dMR 02198 CD OM 08301 dCD |
| Россия   | Moroz Records | LP                                | MR 12021 LP |                           |
| Россия   | Moroz Records | LP                                | MR 12021 LP | 2015                      |
| Россия   | Moroz Records | LP                                | MR 12021 LP | 2017                      |
| Россия   | 2019          | Maschina Records                  | LP          | MKK891LP                  |
| Россия   | 2019          | Maschina Records                  | CD          | MKK891CD                  |
| Россия   | 2019          | Maschina Records                  | CS          | MKK891MC                  |
| Россия   | 2019          | Maschina Records                  | Бобина      | MKK891RT                  |
| Россия   | 2023          | Moroz Records                     | LP          | MR 12021 LP               |

## Запись альбома
- Записано в Москве (СССР) на студии Валерия Леонтьева 21-30 декабря 1988 года.

## Участники записи
- Виктор Цой — вокал, ритм-гитара
- Юрий Каспарян — лидер-гитара, бэк-вокал (3,6)
- Игорь Тихомиров — бас-гитара, клавиши, программирование драм машины Yamaha RX-5
- Георгий Гурьянов —  программирование драм машины Yamaha RX-5, бэк-вокал (6,7,9)
- Михаил Кувшинов — звукорежиссёр

## Производство
- Георгий Молитвин — фотографии к альбому
- Валентин Скляров — фотографии к альбому
- Андрей Гусев — дизайн обложки
- Василий Гаврилов — дизайн серии
- Павел Семёнов — дизайн серии